# ابوالفضل بلعمی
ابوالفضل محمد بن عبیدالله بلعمی مشهور به ابوالفضل بلعمی، بلعمی بزرگ یا خواجه بلعمی (درگذشت ۱۰ صفر ۳۲۹ قمری/۳۱۹ خورشیدی) از دانشمندان و وزیران دورهٔ سامانی بود. وی پدر ابوعلی بلعمی -صاحب کتاب تاریخ بلعمی- و نخستین وزیر از خاندان بلعمی است.

## زندگی و فعالیت‌ها
ابوالفضل بلعمی وزیر دانشمند نصر بن احمد سامانی بود. وی در توسعهٔ زبان فارسی خدمات بزرگ و ارزشمندی داشته‌است. وی پدر ابوعلی بلعمی صاحب کتاب تاریخ بلعمی است. وی از یکی از خاندان‌های معروف خراسان بود و وزارت اسماعیل سامانی و امیر نصر احمد سامانی را عهده‌دار بود. در سال ۳۲۹ هجری قمری توسط خمارتکین از امرای ترک خراسان کشته شد. وی در علم حدیث، تاریخ، تفسیر و کلام تبحر داشت. دانش وی در علوم مختلف در ترجمه‌ای که وی از تاریخ طبری تحت عنوان تاریخ بلعمی کرده‌است نمودار است.
در بسیاری از مواقع بلعمی مطالبی را به ترجمه افزوده یا بخش‌هایی را اصلاح نموده و البته در این کار شرط امانت را رعایت کرده و ضمن بیان اصل مطالب محمد بن جریر طبری اصلاحات یا افزوده‌های خود را نیز مشخص کرده‌است. دیدگاه وی نسبت به ویژگی‌های انبیا معقول‌تر از محمد بن جریر طبری است و تفاسیری که وی برای رخدادهای تاریخی ذکر می‌کند همواره معقول‌تر از تفاسیر طبری است.
ناصرخسرو هنر و گوهر ابوالفضل بلعمی را این‌چنین وصف کرده‌است:
| بوالفضل بلعمی بتوانی شدن به فضل |  | گر نیستی به نسبت بوالفضل بلعمی |

## ابوالفضل بلعمی و رودکی
رودکی -پدر شعر فارسی- و ابوالفضل بلعمی به یکدیگر علاقهٔ بسیار داشته‌اند، چنان‌که ابوالفضل بلعمی گفته‌است «در عرب و عجم، رودکی را نظیری نیست». در مقابل رودکی نیز بلعمی بزرگ را مدح بسیار گفته‌است و صله دریافت می‌کرده‌است.
گویا این بیت را رودکی در مدح خواجه بلعمی گفته‌است:
| چه فضل میرابوالفضل بر همه ملکان |  | چه فضل گوهر و یاقوت بر نبهره پشیز |

و نیز رودکی در قصیدهٔ مشهورش در ستایش ابوجعفر بن بانویه گوید:
| یک صف میران و بلعمی بنشسته |  | یک صف حرّان و پیر صالح دهقان |

ابوالفضل بلعمی در سال ۳۲۶ قمری از وزارت کنار گذاشته شد و جیهانی جای او را گرفت. گمان بر این است که رودکی به خاطر دوستی و نزدیکی به ابوالفضل بلعمی مورد خشم نصر بن احمد سامانی واقع شده باشد و میل کشیدن به چشم‌های رودکی نیز به همین خاطر انجام شده باشد.

## ابوالفضل بلعمی در شاهنامه فردوسی
فردوسی از ابوالفضل بلعمی با عنوان گرانمایه و گنجور سخن یاد می‌کند.
فردوسی در شاهنامه از نقش ابوالفضل بلعمی و رودکی در به شعر درآوردن کلیله و دمنه به‌خوبی یاد می‌کند و نقش ابوالفضل بلعمی را یادآور می‌شود. فردوسی سرگذشت کلیله و دمنه را فردوسی چنین شرح می‌دهد:
| نبیسنده از کِلک چون خامه کرد |  | ز برزوی یک در سرنامه کرد     |
| نبشتند بر نامهٔ خسروی        |  | نبود آن زمان خط جز از پهلوی  |
| ...                         |  | ...                          |
| کلیله به تازی شد از پهلوی   |  | برین‌سان که اکنون همی‌بشنوی    |
| به تازی همی‌بود تا گاه نصر   |  | بدآنگه که شد در جهان شاه نصر |
| گرانمایه بوالفضل دستور اوی  |  | که اندر سخن بود گنجور اوی    |
| بفرمود تا پارسی و دری       |  | نبشتند و کوتاه شد داوری      |
| وزآن پس چو پیوسته رای آمدش  |  | به دانش خرد رهنمای آمدش      |
| همی‌خواست تا آشکار و نهان    |  | ازو یادگاری بود در جهان      |
| گزارنده را پیش بنشاندند     |  | همه نامه بر رودکی خواندند    |
| بپیوست گویا پراگنده را      |  | بِسُفت اینچنین در آگنده را     |